# Hitoshi Uematsu
Hitoshi Uematsu (jap. 植松 仁 Uematsu Hitoshi; ur. 21 czerwca 1974 w Ginan) – japoński łyżwiarz szybki specjalizujący się w short tracku, brązowy medalista olimpijski, dwukrotny medalista drużynowych mistrzostw świata, srebrny medalista igrzysk azjatyckich.
Wziął udział w igrzyskach olimpijskich w Nagano w 1998 roku. Zdobył brązowy medal olimpijski w biegu na 500 m. Wystąpił też w biegu na 1000 m, w którym zajął 15. miejsce.
Dwukrotnie stanął na podium drużynowych mistrzostw świata – w 1997 roku zdobył srebrny medal, a w 1999 roku medal brązowy. W 1999 roku zdobył też srebrny medal igrzysk azjatyckich w Gangwon w biegu sztafetowym na 5000 m.
Jego bratem jest Jun Uematsu, olimpijczyk z Lillehammer (1994).